# Hertingshausen (Züschen)

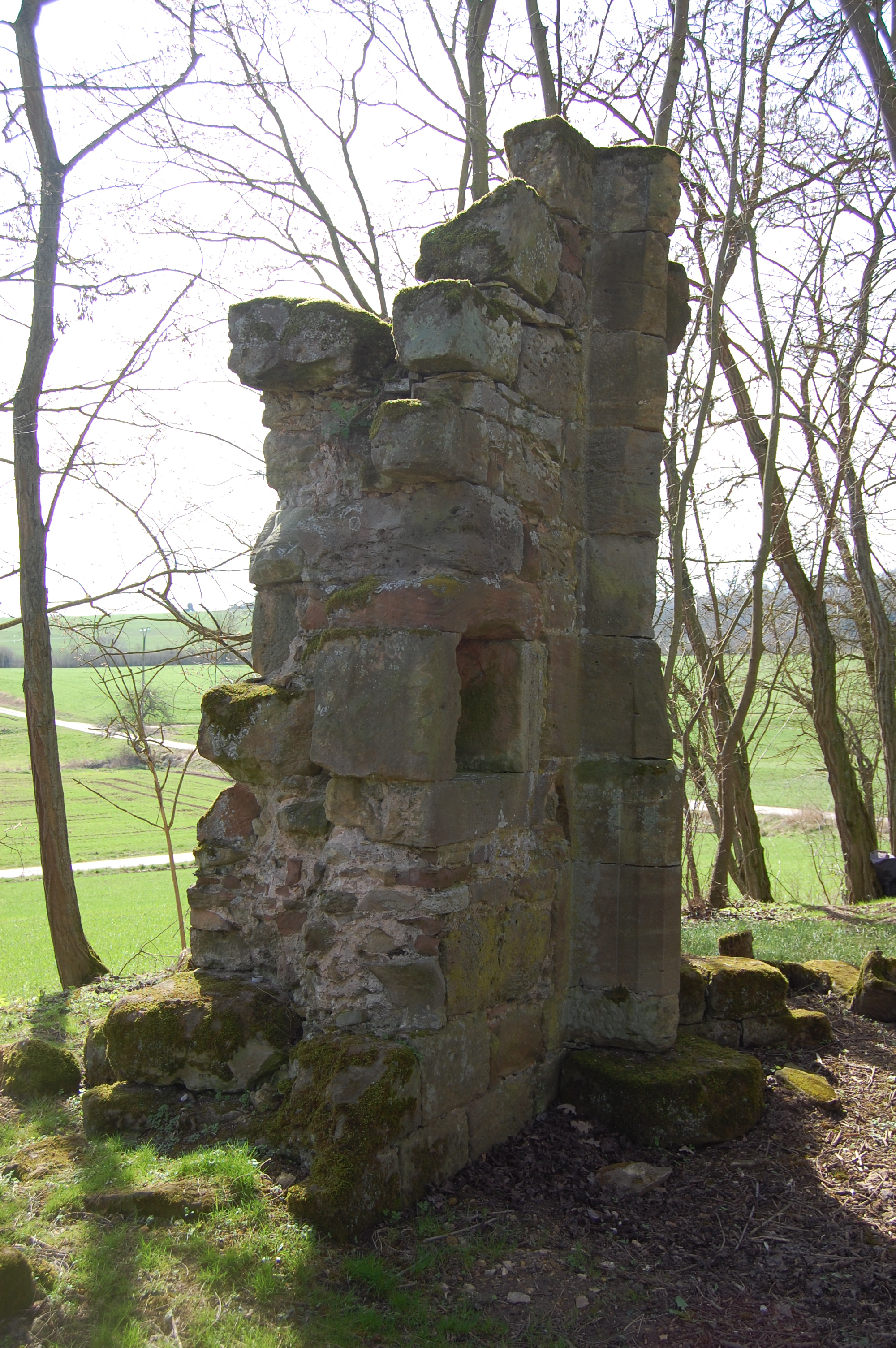
Ruine der Kreuzkirche

Hertingshausen war ein wohl schon vor der Wende zum 15. Jahrhundert „wüst“ gefallenes Dorf im nordhessischen Schwalm-Eder-Kreis, dessen Lage etwa 1,5 km südwestlich von Züschen, rund 450 m südlich der Landesstraße 3218 nach Wellen, angenommen wird. Dort ist, in einer Gehölzgruppe in der Feldmark, als Wüstungsrest die Ruine der Kreuzkirche erhalten, mit Resten des Chors mit Wandpfeiler und Sakramentsnische aus dem 14. Jahrhundert.

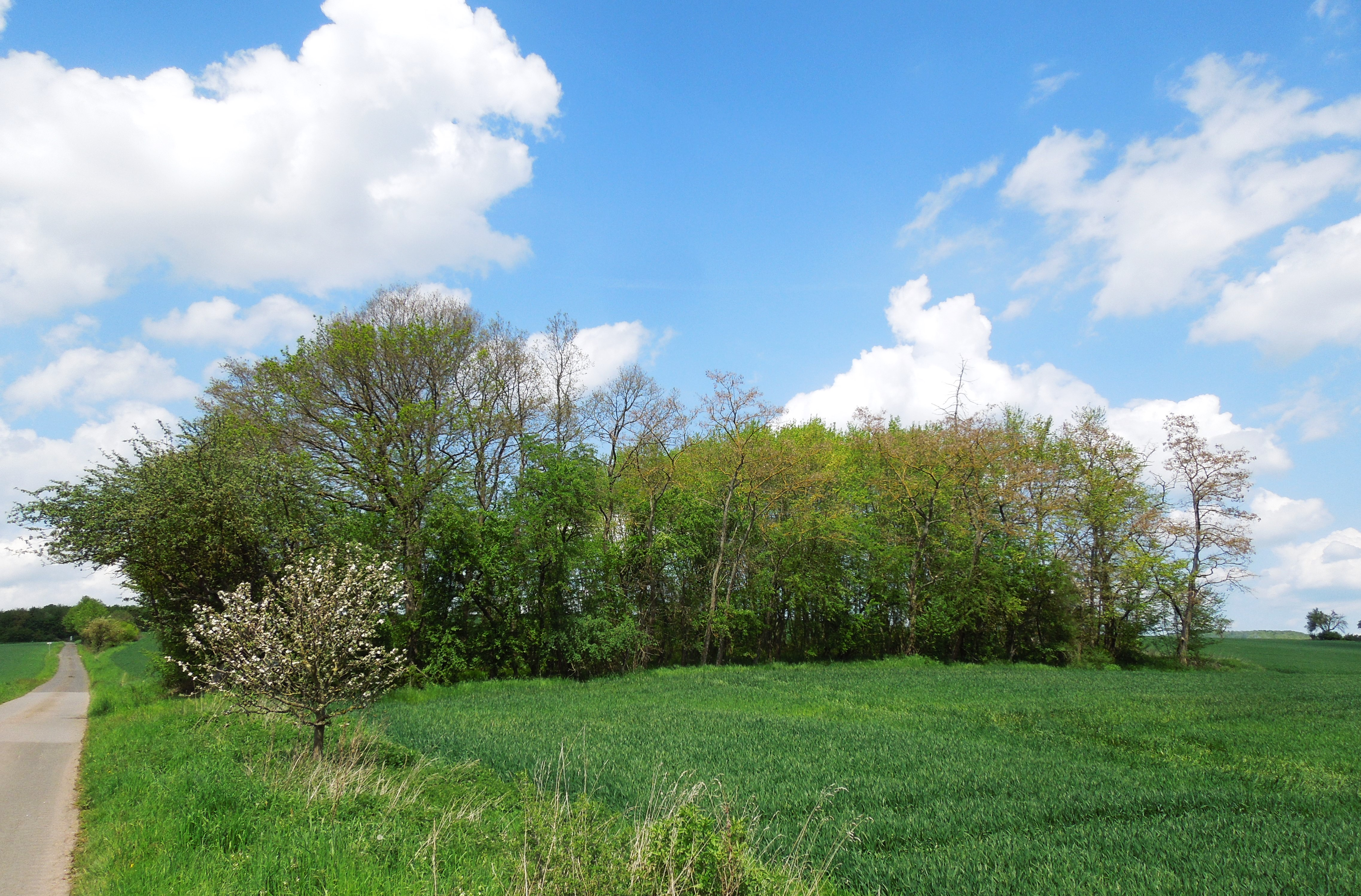
Die Baumgruppe mit der Kreuzkirchenruine

Der Ort wird erstmals im Jahre 1309 erwähnt, als Hermann von Grune sein Viertel des Dorfes „Hertingeshusen“ dem Petersstift in Fritzlar schenkte. Die zweite und letzte Erwähnung von „Hertingeshusen prope Tzusschene“ erfolgte im Jahre 1390.
Der Ort mag der Stammsitz des niederhessischen Rittergeschlechts derer von Hertingshausen gewesen sein, dessen Angehörige im Raum Züschen-Naumburg-Wolfhagen im 13. bis 17. Jahrhundert eine erhebliche Rolle spielten und dessen bekanntester Spross Friedrich III. von Hertingshausen, einer der Mörder des Herzogs Friedrich von Braunschweig-Lüneburg, war. Es ist aber ebenso möglich, dass das Geschlecht in dem heutigen Stadtteil von Baunatal gleichen Namens beheimatet war.
Koordinaten: 51° 9′ 39″ N, 9° 13′ 10″ O